# ليزلي كلارك
ليزلي كلارك (16 ديسمبر 1930 في نيوزيلندا - ) (بالإنجليزية: Leslie Clark)‏ هو لاعب كريكت نيوزلندي.

## وصلات خارجية
- ليزلي كلارك على موقع إي آس بي آن كريك إنفو (الإنجليزية)